# ジョン・エヴァラード (外交官)

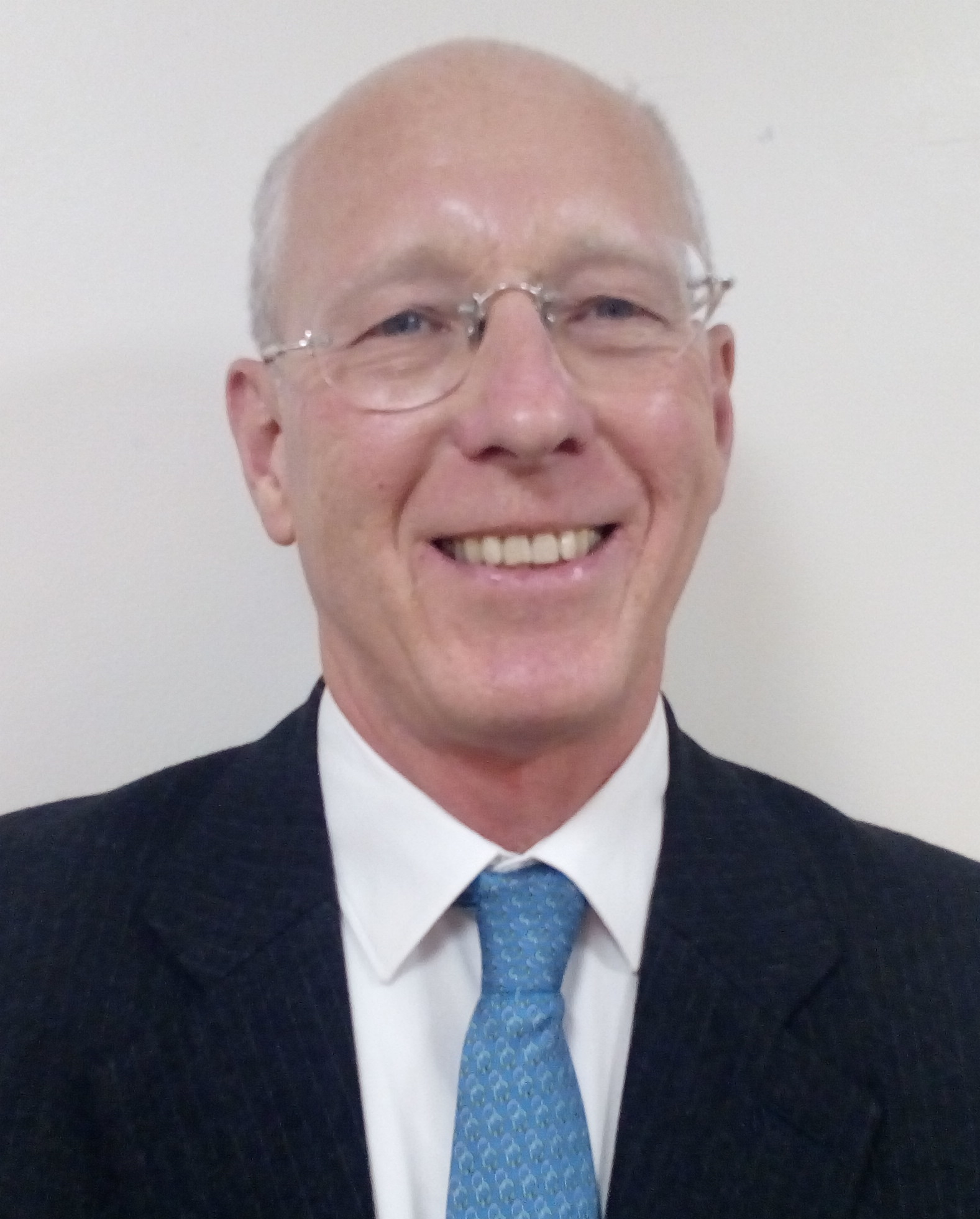
John Everard - 2019

ジョン・エヴァラード（John Everard）は、イギリスの外交官。

## 生涯
1993年に駐ベラルーシ大使、2001年から2005年まで駐ウルグアイ大使、2006年から2008年まで駐朝鮮民主主義人民共和国大使。